# Buitepos
Buitepos (zu Deutsch etwa Außenposten) ist seit 2009 eine Siedlung  mit etwa 900 Einwohnern im Osten Namibias. Buitepos nimmt die gesamte Farm Sandfontein 468 ein.
Buitepos ist namibischer Grenzübergang an der Grenze zu Botswana. Die Grenzstation auf botswanischer Seite ist Mamuno.

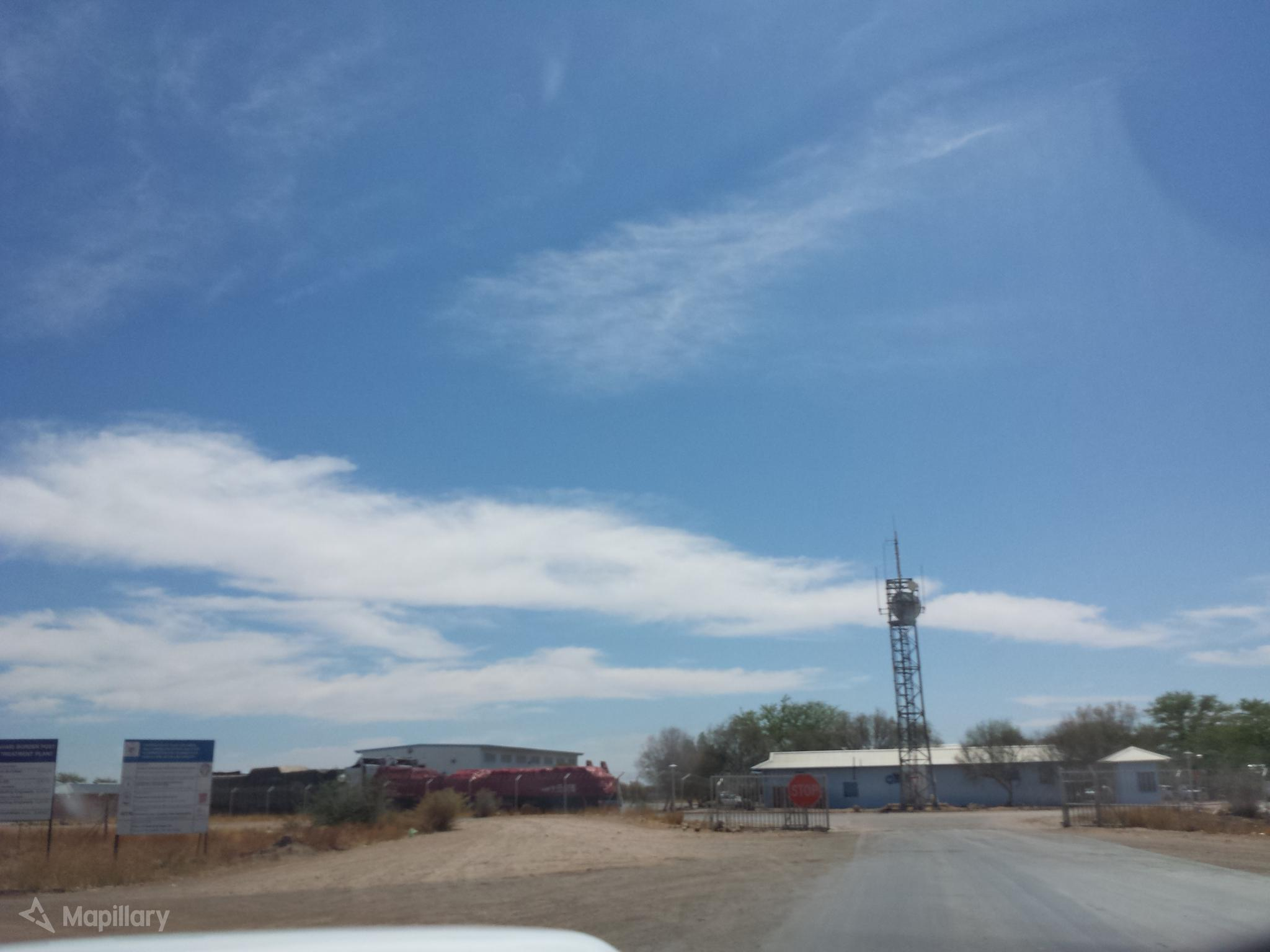
Namibischer Grenzposten Buitepos

Buitepos verfügt über eine Polizeiwache, Tankstelle und touristische Unterkunft.
Buitepos ist aus Richtung Windhoek (und Gobabis) über die Nationalstraße B6 zu erreichen, die den namibischen Teil des Trans-Kalahari-Highways bildet.